# 15492 Nyberg
A 15492 Nyberg (ideiglenes jelöléssel 1999 CG89) a Naprendszer kisbolygóövében található aszteroida. A LINEAR projekt keretében fedezték fel 1999. február 10-én.